# Kokou Henri Motcho
Kokou Henri Motcho (* 1959) ist ein nigrischer Geograph. Er war von 2010 bis 2014 Rektor der Universität Zinder.

## Leben
Kokou Henri Motcho schloss sein Studium der Geographie an der Universität Niamey 1985 ab. Danach wechselte er an die Universität Bordeaux III in Frankreich. Dort dissertierte er 1991 in Geographie zum Thema des Lebensumfelds und der Gesundheitssysteme in Niamey.
Motcho spezialisierte sich auf Bevölkerungsgeographie, allgemeine Stadtgeographie und Städte in Afrika südlich der Sahara. Er wurde Maître de conférences am Departement für Geographie der Universität Niamey. Zusätzlich wirkte er als Direktor des Technischen Universitätsinstituts in der Stadt Zinder, das zur Universität Niamey gehörte. Aus dem Technischen Universitätsinstitut ging am 1. Juli 2010 die eigenständige Universität Zinder hervor und Kokou Henri Motcho wurde am 9. Dezember 2010 zum ersten Rektor der neuen Bildungseinrichtung ernannt. In dieser Funktion wurde er am 10. April 2014 von Mahamane Laoualy Abdoulaye abgelöst.

## Schriften
- La planification industrielle dans la ville de Niamey. Mémoire. Département de Géographie, Faculté des Lettres et sciences humaines, Université de Niamey, Niamey 1985.
- La croissance urbaine au Niger. Étude bibliographique. DEA de Géographie. Institut de Géographie, Université de Bordeaux III, Pessac 1987.
- Cadre de vie et systèmes de santé à Niamey (Niger). Thèse de doctorat-Géographie. UFR de Géographie et de Gestion des Espaces, Université Michel de Montaigne Bordeaux III, Pessac 1991.
- Problèmes de croissance urbaine dans la communauté urbaine de Niamey. In: L’environnement au Niger. Institut Panos, Paris 1996, S. 85–92.
- Les étiages du Fleuve Niger: risque de pénurie en eau pour l’agglomération de Niamey. In: Dan Rosbjerg, Nour-Eddine Boutayeb, Alan Gustard, Zbigniew W. Kundzewicz, Peter F. Rasmussen (Hrsg.): Sustainability of Water Resources Under Increasing Uncertainty. Proceedings of Rabat Symposium S1, April 1997 (= IAHS Publication. Nr. 240). International Association of Hydrological Sciences, 1997, ISSN 0144-7815, S. 67–74. (Mit Nadia Bechler, Mathieu Lamotte und Michel Mietton.)
- Cadre de vie urbaine : reflet de la pauvreté à Niamey? In: Kokou Henri Motcho, Patrick Gilliard (Hrsg.): Urbanisation et pauvreté en Afrique de l’Ouest. Actes du colloque du département de géographie, FLSH, Université Abdou Moumouni, tenu à Niamey du 4 au 6 juillet 1996. Université Abdou Moumouni, Niamey 1998, S. 183–198.
- Croissance urbaine et insécurité dans la ville de Niamey. In: Geographica Helvetica. Jg. 59, Nr. 3, 2004, S. 199–207 (gh.copernicus.org [PDF]).
- La réforme communale de la communauté urbaine de Niamey. In: Revue de Géographie Alpine. Tome 92, Nr. 1, 2004, S. 111–124 (persee.fr).
- Comportements et attitudes de la population de Niamey, capitale du Niger, vis-à-vis des infrastructures publiques : l’invasion de la rue, une règle établie. In: Lawali Dambo (Hrsg.): Vivre dans les milieux fragiles : Alpes et Sahel. Hommage au Professeur Jorg Winistorfer (= Travaux et recherches de l’Institut de Géographie. Nr. 31). Université de Lausanne, Lausanne 2005, ISBN 2-940368-02-3, S. 177–192.
- Urbanisation et rôle de la chefferie traditionnelle dans la communauté urbaine de Niamey. In: Cahiers d’Outre-Mer. Vol. 58, Nr. 229, 2005, ISSN 0373-5834, S. 55–72.
- Diversité des stratégies résidentielles des familles démunies à Niamey. In: Mu Kara Sani. Vol. 11, Oktober 2007, S. 21–33 (web.archive.org [PDF]). (Mit Hamadou Issaka.)
- Dynamique urbaine et intégration régionale en Afrique de l’Ouest. In: Maman Waziri Mato (Hrsg.): Les États-nations face à l’intégration régionale en Afrique de l’Ouest. Le cas du Niger. Mit einem Vorwort von Boubacar Barry und Pierre Sané. Karthala, Paris 2007, ISBN 978-2-84586-927-1, S. 121–141.
- Impact de la croissance démographique sur l’environnement au Niger : rapport final. Direction de la population, République du Niger, Niamey 2010.
- Niamey, Garin Captan Salma ou l’histoire du peuplement de la ville de Niamey. In: Jérôme Aloko-N’Guessan, Amadou Diallo, Kokou Henri Motcho (Hrsg.): Villes et organisation de l’espace en Afrique. Karthala, Paris 2010, ISBN 978-2-8111-0339-2, S. 15–37.
- La santé dans le département de Gaya. In: Mu Kara Sani. Vol. 15, Dezember 2011, S. 178–205.